# Nathan Coenen
Nathan Coenen (Adelaide, 10 settembre 1992) è un attore australiano, conosciuto soprattutto per il ruolo  di Simon nella seconda stagione della serie televisiva The Sleepover Club, trasmessa in Australia ed Europa.

## Biografia
Appare nel suo primo film come protagonista, Little Man, nel ruolo di Jamie in seguito nel 2006 reciterà in un cortometraggio At Play e nello stesso anno nel cortometraggio Magician entrambi con ruolo da protagonista. Dopo aver proseguito tra il 2006 e il 2007 nella serie The Sleepover Club reciterà nel 2007 il cortometraggio Clouds poi in Caravan nel 2008 in Mockingbird  nel 2009 partecipa al cortometraggio Tinglewood , acclamato con successo al festival della stagione in Immobile e The Strawberry. Nel 2010 ritorna con un altro cortometraggio Happy Haven. Questi tantissimi cortometraggi lo porteranno a un gran successo nei festival australiani. Solo 2 volte ha preso parte a un film cui nel 2009 Bitter Art di cui era il protagonista  e nel 2010 nel film Wasted on the Young in un ruolo secondario nella parte di un giovane ragazzo. Lascia attualmente il mondo della televisione per dedicarsi al suo lavoro allo Screen Actors Guild a Los Angeles.
È stato nominato al Young Artist Award come migliore attore protagonista in un cortometraggio, per la sua partecipazione a Tinglewood.
Ha frequentato il John Curtin College of the Arts fino al 2009 e al momento lavora nello Screen Actors Guild a Los Angeles, città dove vive attualmente.